# قشلاق معین‌آباد
قشلاق معین‌آباد ، روستایی از توابع بخش پیشوا شهرستان ورامین در استان تهران ایران است.

## جمعیت
این روستا در دهستان عسگریه قرار دارد و براساس سرشماری مرکز آمار ایران در سال ۱۳۸۵، جمعیت آن ۳۸۳ نفر (۹۳خانوار) بوده است. این روستا شامل دو طوایف اصلی میرزایی و شاهسون بوده است.